# Alexandru Ioan Cuza
Alexandru Ioan Cuza, född 20 mars 1820 i Bârlad, död 15 maj 1873 i exil i Heidelberg, var en rumänsk politiker som blev furstendömet Donaus, senare Rumäniens, förste domnitor (monark) 1862, samt var från 1859 furste av Valakiet och Moldova.

## Biografi
Alexandru Ioan Cuza föddes i den nu historiska regionen Moldova, som son till en landägande bojar. Modern tillhörde den inflytelserika fanariotiska släkten Cozadini. 1844 gifte han sig med Elena Rosetti, men paret fick inga barn.
När oroligheter utbröt i den osmanska delen av Moldova under revolutionsåret 1848, var Alexandru Ioan Cuza officer i den från Höga porten autonoma moldaviska armén. I samband med dessa oroligheter sökte valakiska nationalister verka för en förening av Valakiet och Transsylvanien, något som utgjorde ett hot mot den därvarande österrikiska överhögheten, och Cuza blev tagen till fånga av österrikarna som förde honom till Wien. Där lyckades han emellertid fly med hjälp av britterna. 
1858 utnämndes han till krigsminister, och som sådan utmärkte han sig genom sitt engagemang för att ena Moldova och Valakiet, varför han valdes till furste av Moldova 17 januari 1859 och av Valakiet 5 februari samma år. Genom denna utnämning blev de båda staterna förenade, men officiellt utropades unionen först 1862, under det nya namnet Rumänien.
Med hjälp av sin rådgivare Mihail Kogălniceanu utförde Alexandru Ioan Cuza en genomgripande omorganisation av samhället och statsskicket. Mest märkbart var att han beslagtog klostermark; klostren ägde bortåt en fjärdedel av landet. Därigenom uppstod en djup konflikt mellan honom och patriarken av Konstantinopel Sophronius III. Det hela avlöpte med att ingen kompensation utbetalades för beslagtagandet. Markreformen utfördes för att skaffa sig allierade bland den stora gruppen av arrenderande bönder, men slutade med att han fick de konservativa emot sig, då han ville ge de titlar som tillkom markägandet till dem som brukade jorden.
22 februari 1866 genomförde militären en statskupp som tvingade honom att abdikera. Cuza efterträddes som domnitor av prins Karl av Hohenzollern-Sigmaringen, och han tvingades själv gå i landsflykt.